# Jani Christou
Jani Christou (griechisch Γιάννης Χρήστου; * 8. Januar 1926 in Heliopolis; † 8. Januar 1970 in Athen) war ein bedeutender griechischer Komponist.
Christou wurde im ägyptischen Heliopolis als Sohn griechischer Eltern geboren. Als Kind besuchte er die Englische Schule von Alexandria und nahm Klavierunterricht bei der großen griechischen Pianistin Gina Bachauer. Später studierte er Philosophie an der University of Cambridge bei Ludwig Wittgenstein und Bertrand Russell. Im Jahre 1948 machte er in Cambridge seinen Studienabschluss. Während seines Philosophiestudiums studierte er nebenbei Musik bei Hans Ferdinand Redlich und Roberto Gerhard. 1949 reiste Christou nach Rom, um Orchestration bei Angelo Francesco Lavagnino zu studieren. Eine Zeit lang nahm er auch Unterricht bei Carl Gustav Jung in Zürich. 1951 kehrte er nach Alexandria zurück. 1961 heiratete er Theresia Horemi. Christou starb an seinem 44. Geburtstag bei einem Verkehrsunfall in Athen.
Christous Arbeiten werden in drei Hauptphasen unterteilt. Die erste Phase fällt in den Zeitraum 1948 bis 1958. Diese Phase bezeichnete Christou selbst als atonal. Während seiner zweiten künstlerischen Phase entwickelte Christou Kompositionen, die von ihm als Meta-Surrealismus bezeichnet wurden und die sich durch Polyphonie und rhythmische Dynamik auszeichnen. In seiner dritten kompositorischen Phase von 1964 bis zu seinem Tod 1970 betonte er in zunehmender Weise das improvisatorische Element.

## Hauptwerke
- Phoenix Musik (für Orchester) – 1949
- Erste Symphonie – 1949/50
- Missa Latina – 1953
- Sechs T. S. Eliot Songs (für Klavier, Orchester und Mezzosopran) – 1955 (Klavier) / 1957 (Orchester)
- Symphonie Nr. 2 – 1957/58
- Toccata für Klavier und Orchester – 1962
- Zungen aus Feuer – 1964
- Persai (Musik für Aischylos’ Drama) – 1965
- Agamemnon – 1965
- Perser – 1965
- Mysterion – 1965/66
- Enantiodromia – 1965/68
- Die Frösche – 1966
- Mysterion (für Orchester, Chor und Solisten) – 1966
- Praxis für 12 (für 11 Streichinstrumente und 1 Klavier) – 1966
- Anaparastasis II – 1967
- Anaparastasis I – 1968
- Anaparastasis III – 1968
- Anaparastasis IV – 1968
- Ödipus Rex – 1969
- Orestia (unvollendet) 1967/70